# Арт де Ґелдер
Арт (Арент) Йоханс де Ґелдер (нід. Aert Jochansz de Gelder; 26 жовтня 1645, Дордрехт — 27 серпня 1727, Дордрехт) — голландський живописець. Учень Рембрандта, став його останнім та найбільш вірним учнем. Писав портрети та картини на релігійні теми.

## Життєпис

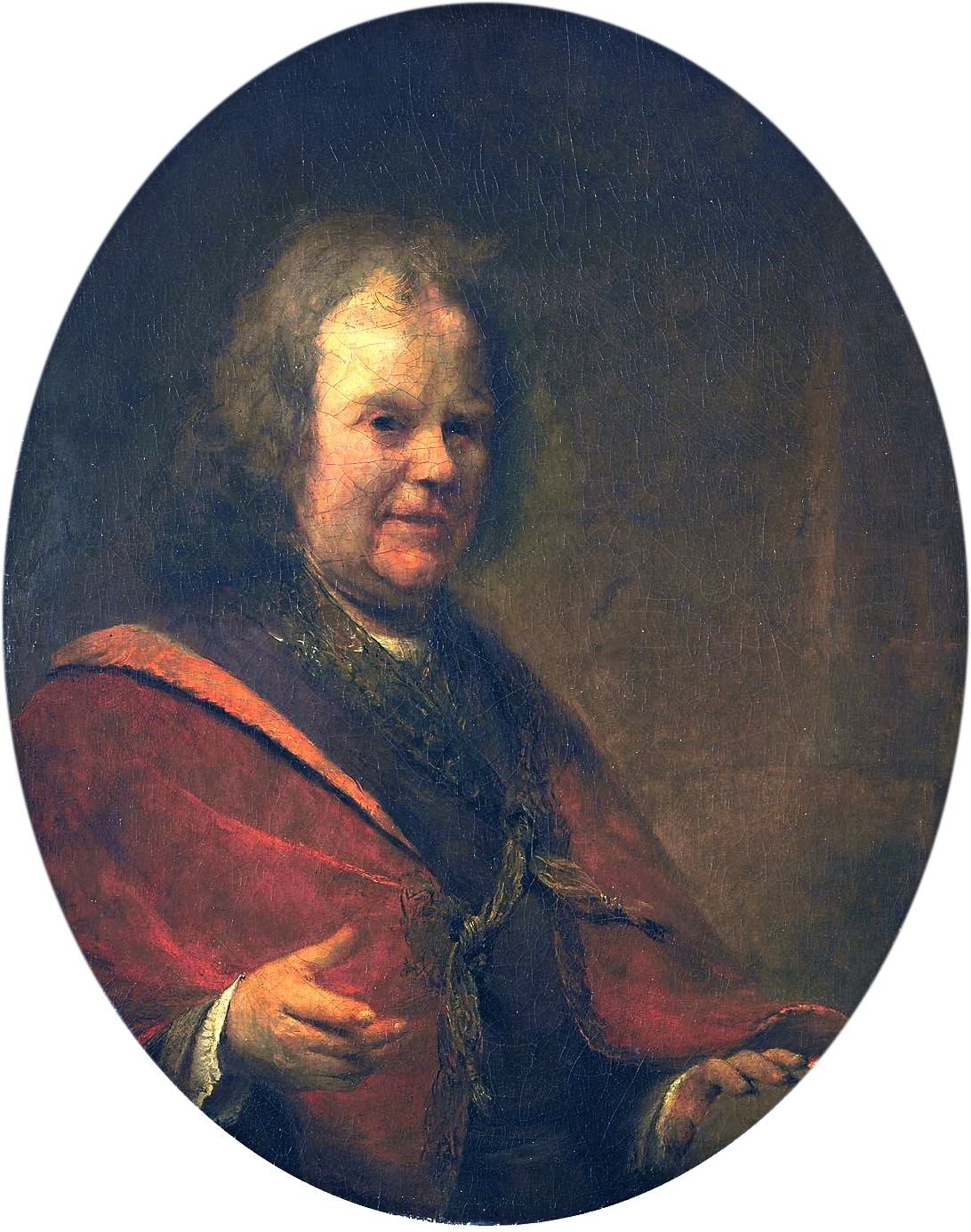
Портрет Германа Бургаве

Арт Йоханс де Ґелдер народився 26 жовтня 1645 року в Дордрехті.
Спочатку навчався у Саюеля ван Гоґстратена у Дордрехті, де жив майже безвиїзно). У 1661-1667 роках навчався в Амстердамі у Рембрандта.
Арт де Ґелдер перебував під сильним впливом свого друга і вчителя Рембрандта. На відміну від інших учнів Рембрандта, Ґелдер у своїх картинах на біблійні, міфологічні, жанрові сюжети та у портретах, прагнув наслідувати манеру великого майстра, виявляючи часом пряму залежність від його робіт. Він залишався вірним послідовником Рембрандта навіть на початку XVIII ст., коли творчість Рембранта була давно забута і у голландському живописі настав період глибокого спаду, взяли гору іноземні впливи.
За життя популярність Ґелдера, який був заможною людиною і не продавав своїх картин, не поширювалась далі меж його рідного міста — провінційного Дордрехта. Ґелдер працював у Дордрехті, писав головним чином твори на біблійні сюжети, рідше — портрети та жанрові сцени.

## Вибрані праці
- «Юда Іскаріот і Тамар», (1667, Відень, Академія витончених мистецтв)
- «Цар Давид», (1683, Амстердам, Rijksmuseum, інв. A 2695)
- «Естер чепуриться», (1684, Мюнхен, Стара Пінакотека)
- «Автопортрет в образі, Зевксіса» (Франкфурт-на-Майні, Штедель, інв. Ні. 1015))
- «Портрет Германа Бургаве з дружиною та дочкою», (бл. 1724, Амстердам, Rijksmuseum, інв A 4034)
- «Шлюбна угода», (бл. 1670, Брайтонський музей і картинна галерея)
- «Страсті Христові», (бл. 1715), 22 праці, з яких 10 зберігається в замку Ашаффенбург, дві у Амстердам, Rijksmuseum
- «Портрет Петра I», (Амстердам, Rijksmuseum)
- «Лот з дочками», (1680, Москва, Державний музей образотворчих мистецтв імені О. С. Пушкіна)
- «Естер і Мордехай», (1685, Будапешт. Музей образотворчих мистецтв)
- «Рут і Боаз» (Відень, Музей історії мистецтва)
- «Біля воріт храму» (1679, Гаага, Мауріцгейс)
- «Художник у майстерні» (1685, Франкфурт-на-Майні, Штедель)
- «Мандрівний музика» (сер. 1660, Санкт-Петербург, Ермітаж)
- «Молитва Симеона» (бл. 1700, Гаага, Мауріцгейс)

## Картини

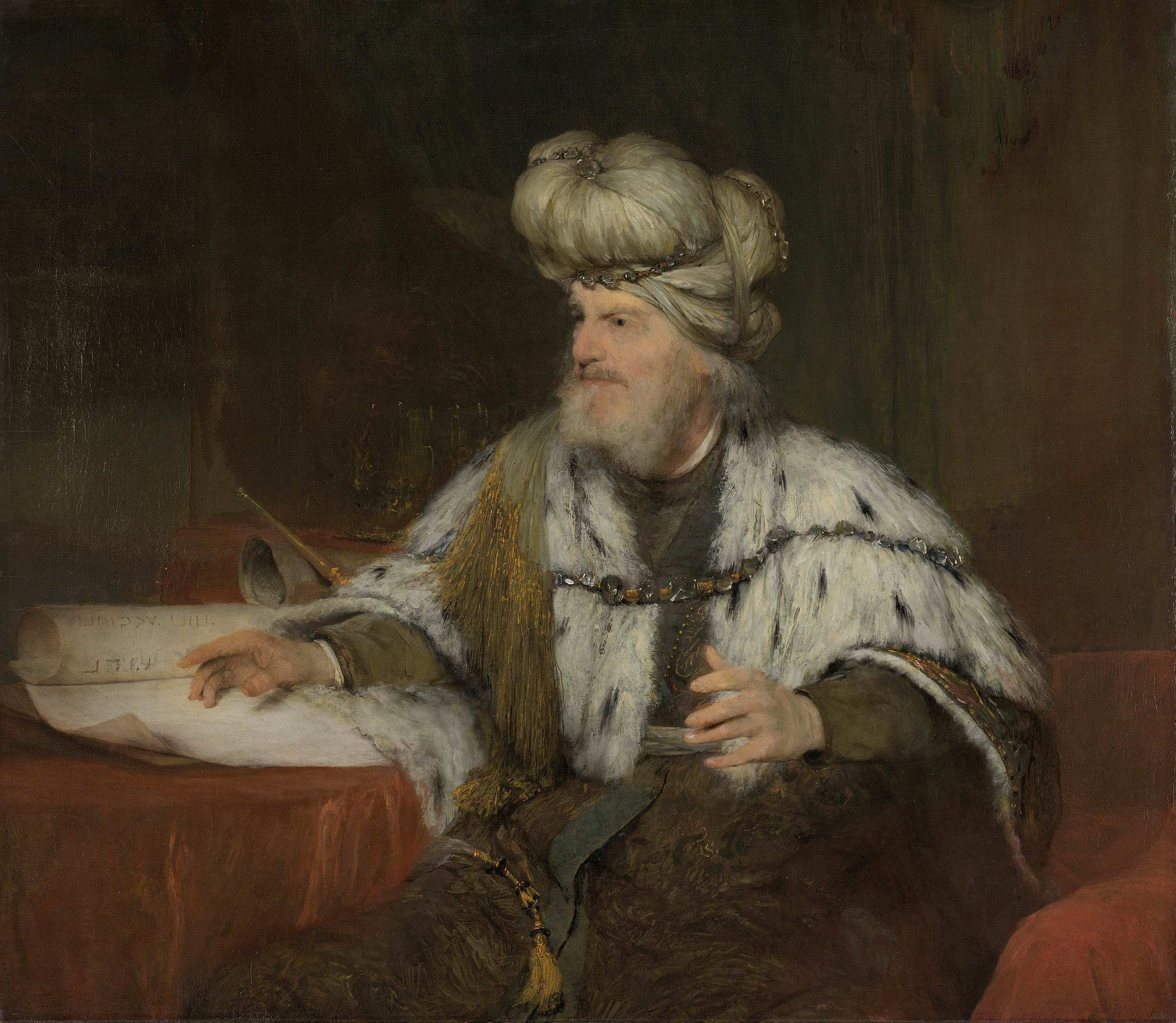
Цар Давид (1683)
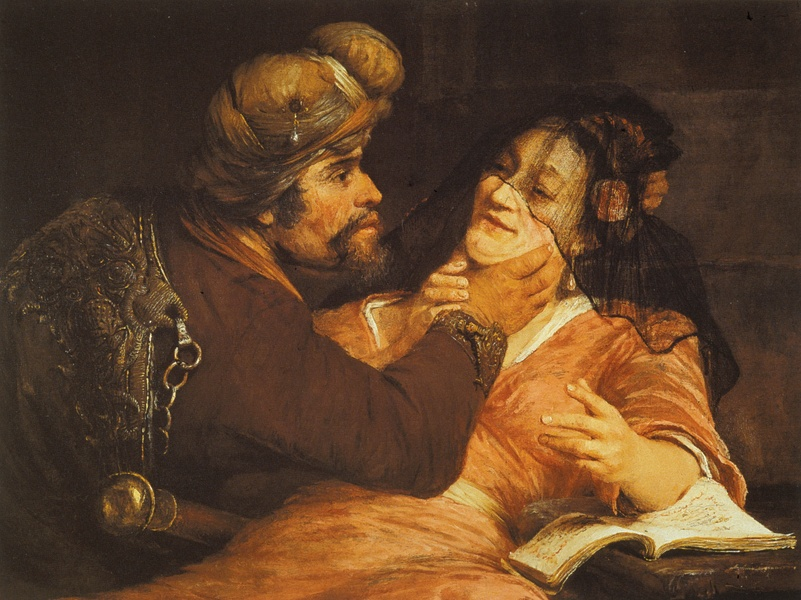
Юда Іскаріот і Тамар (1667)
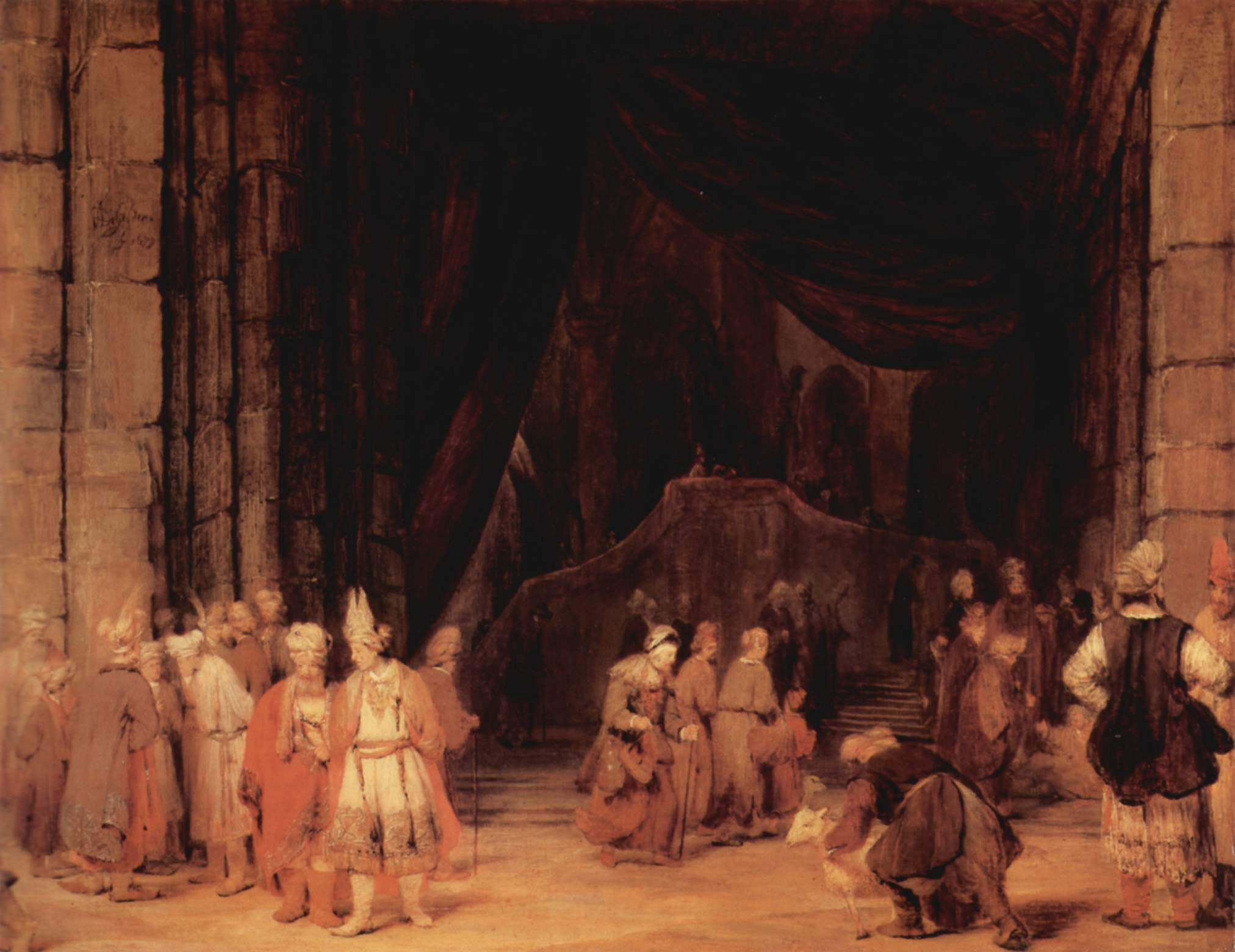
Вхід у храм (1679)
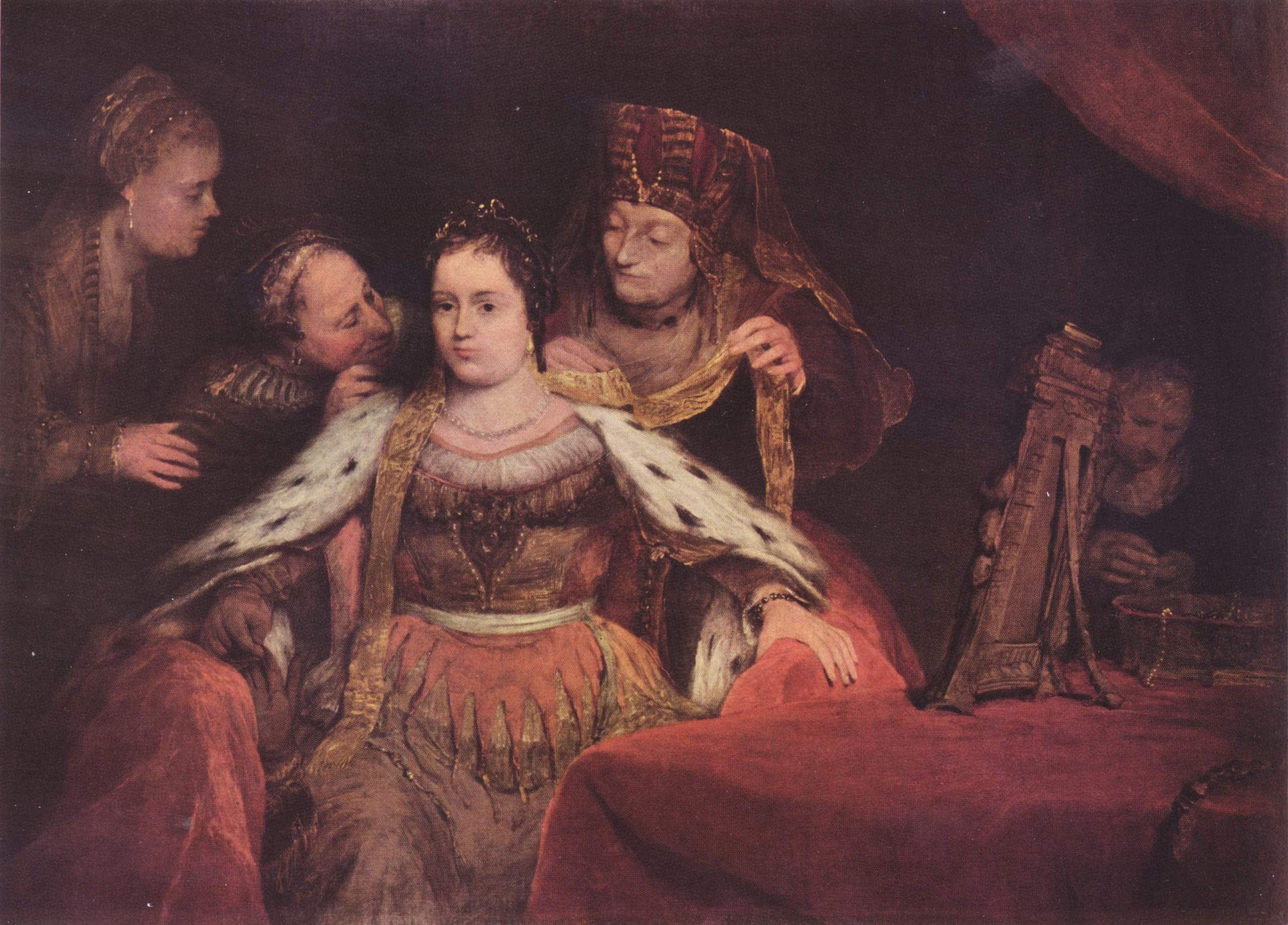
Наречена (1684)
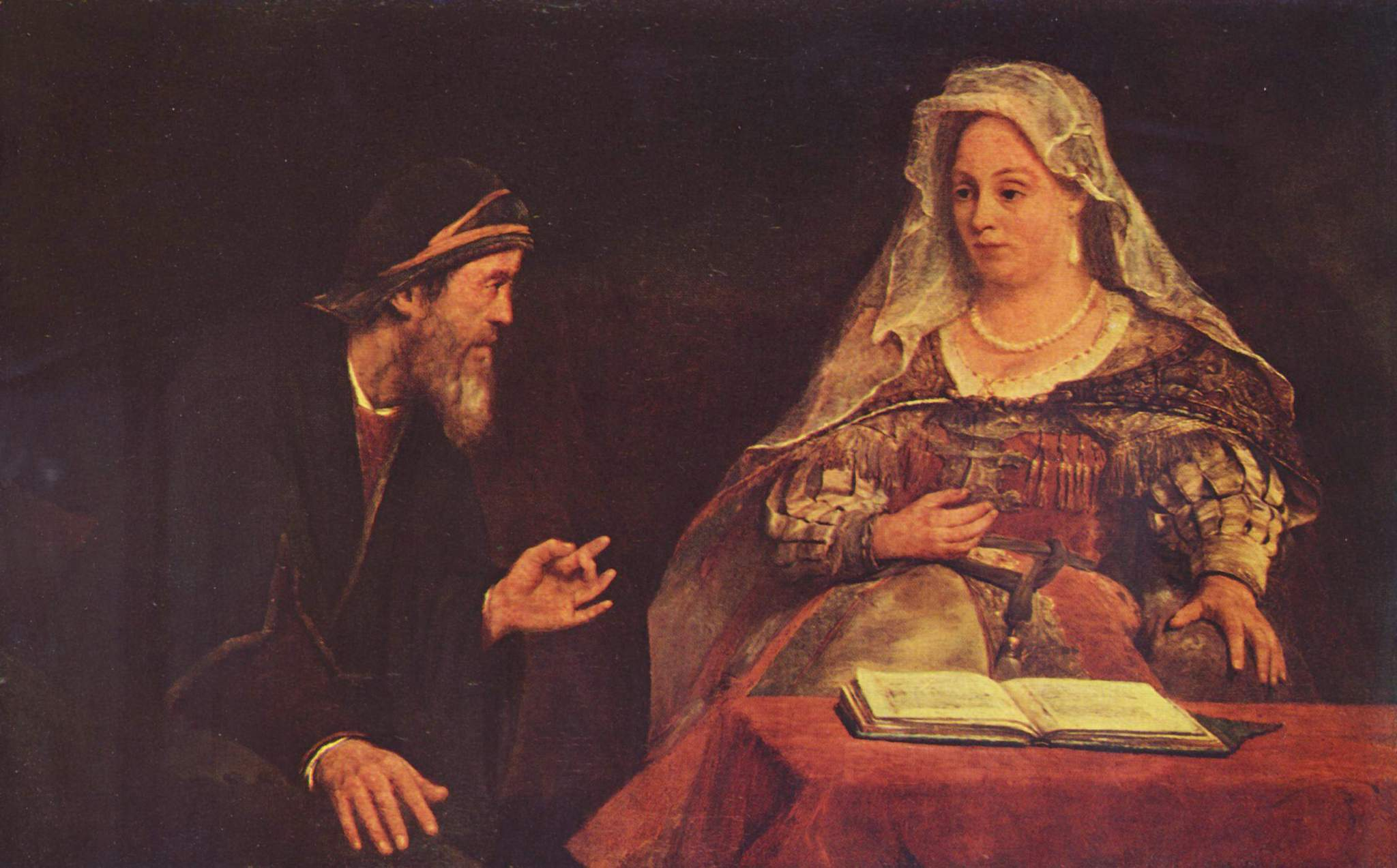
Естер і Мордехай
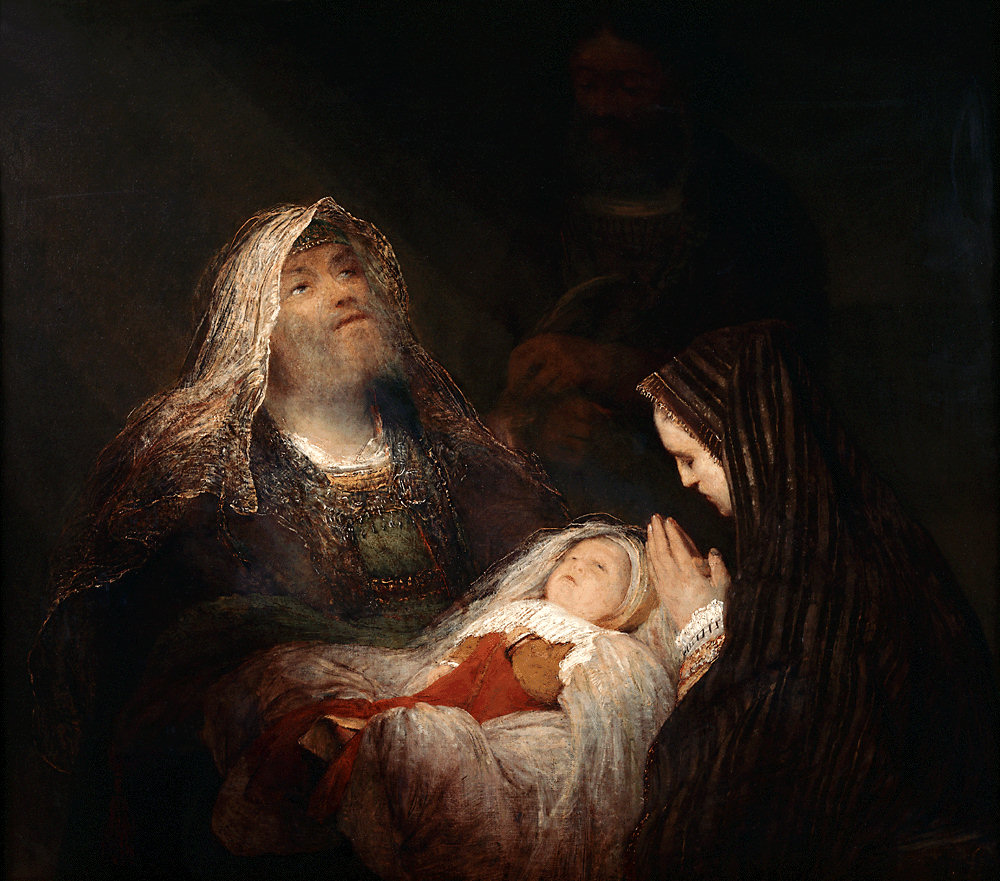
Молитва Симеона
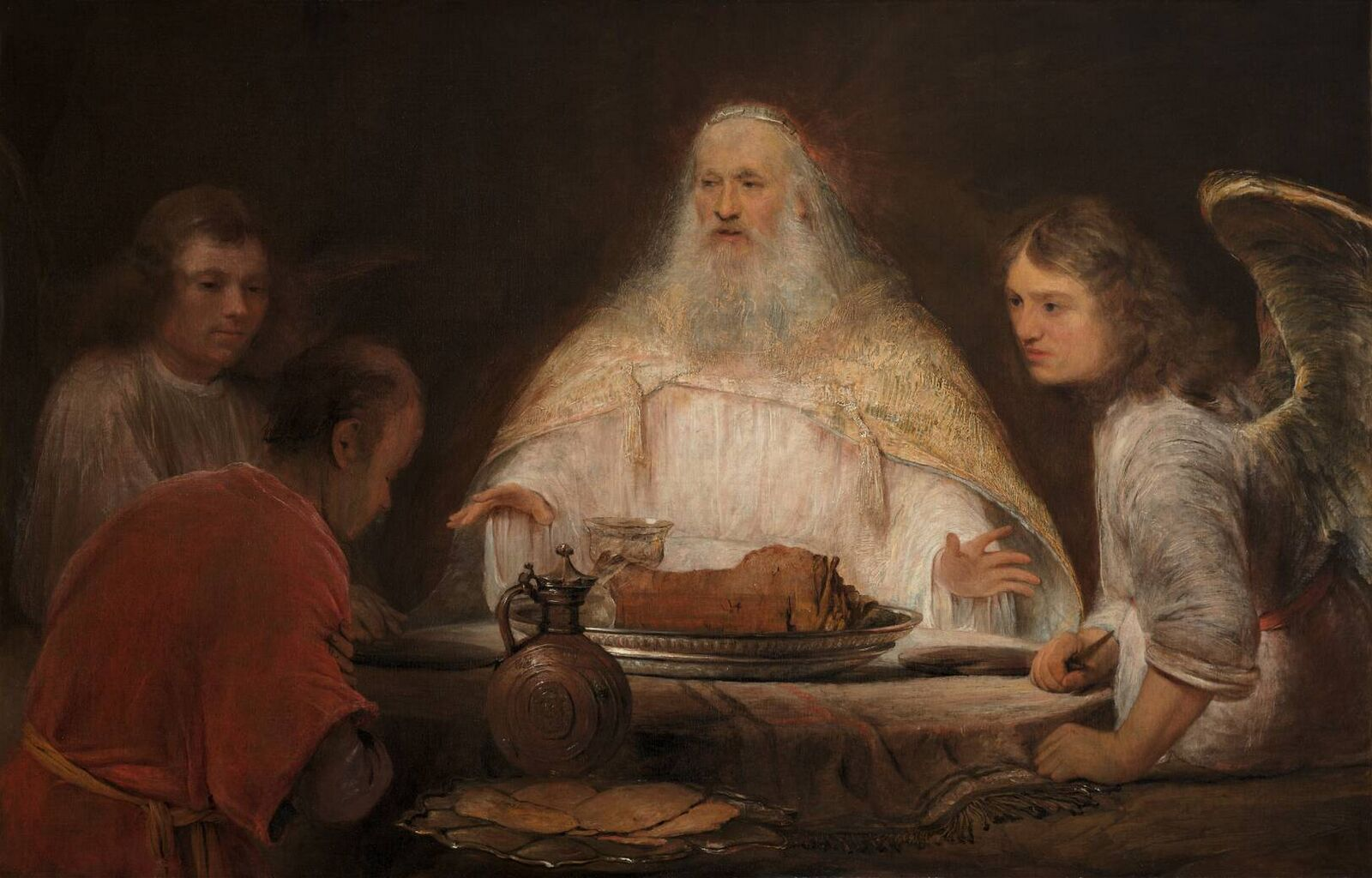
Авраам та ангели
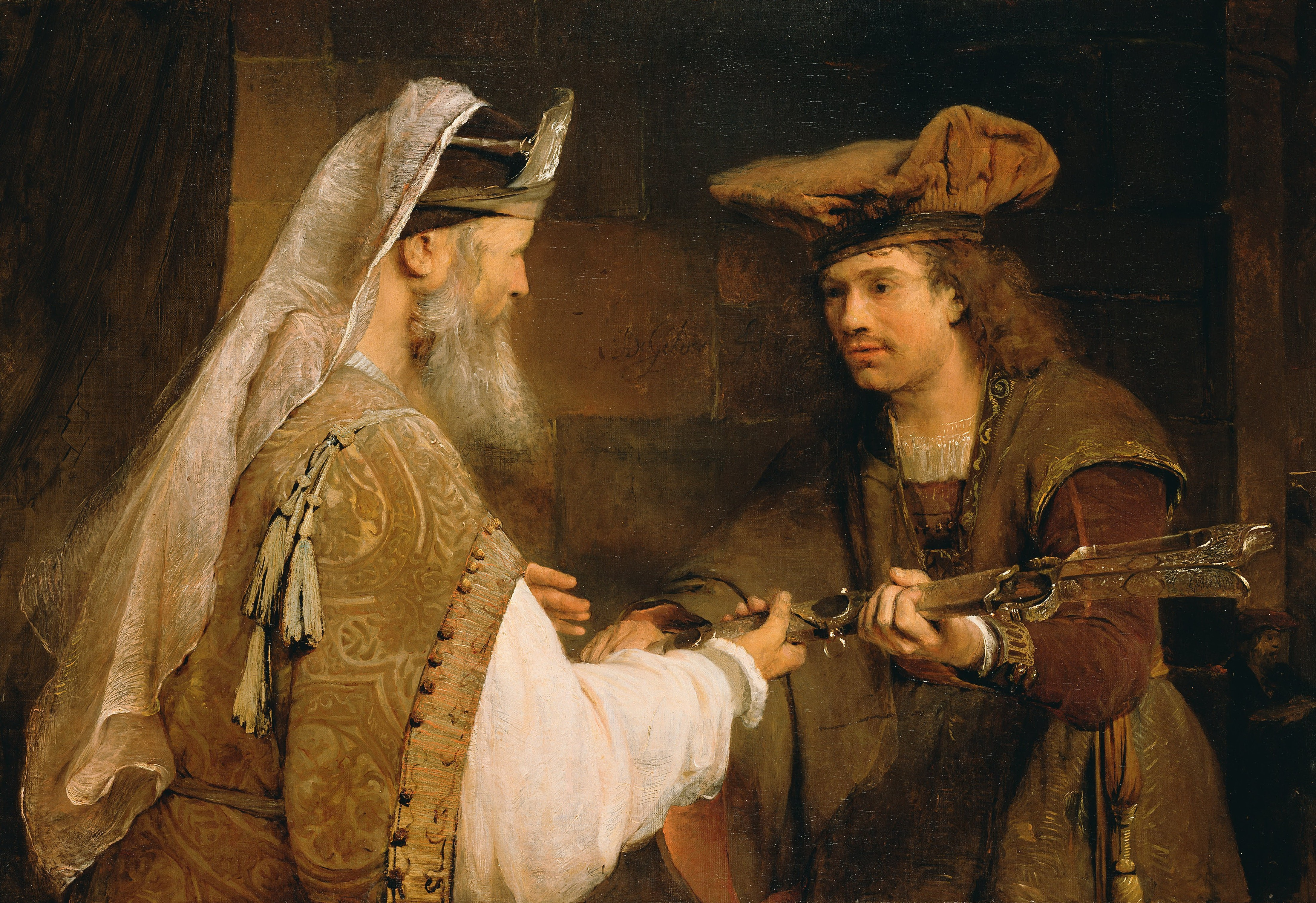
Агімелех передає меч Голіафа Давиду
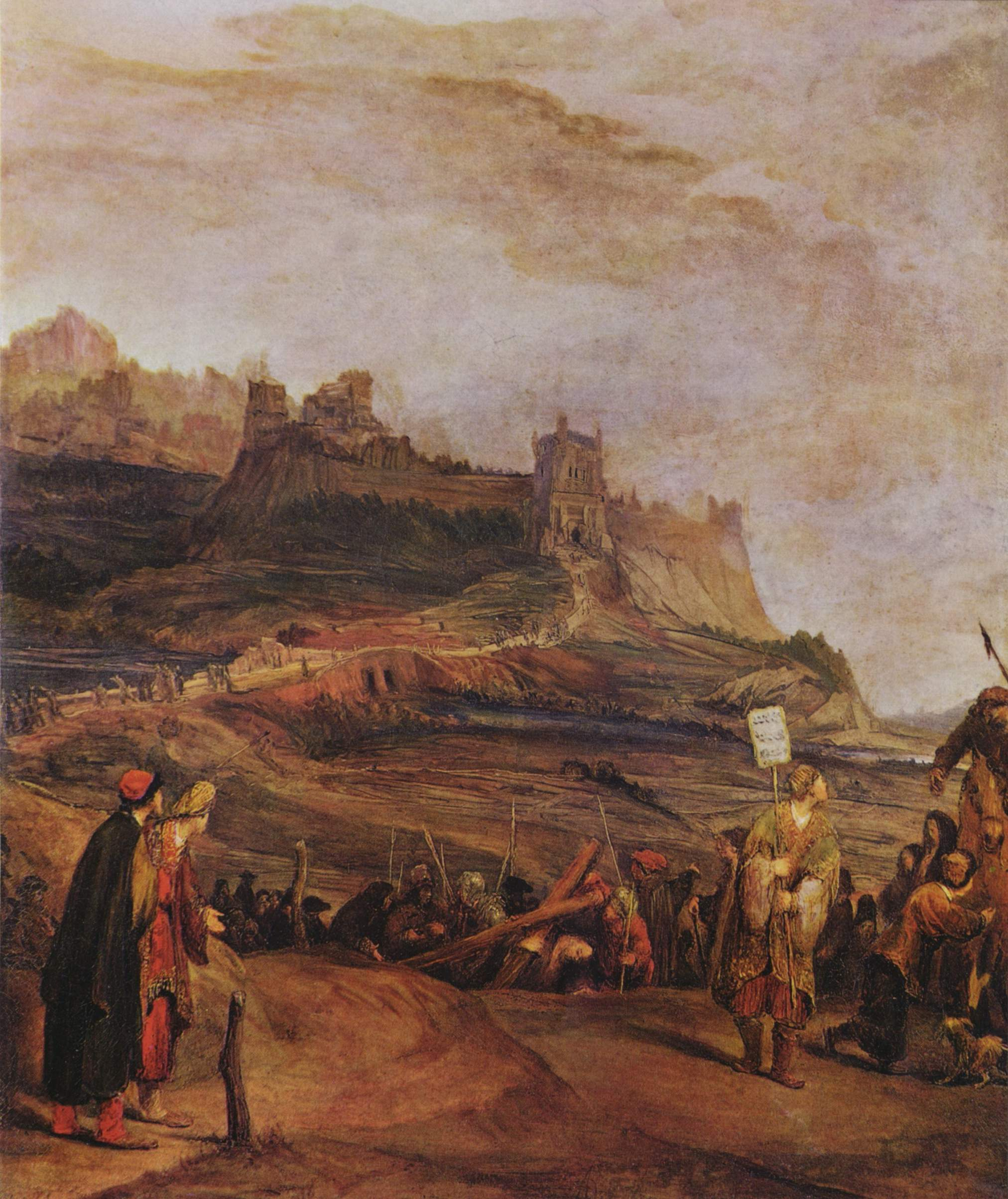
Дорога на Голгофу
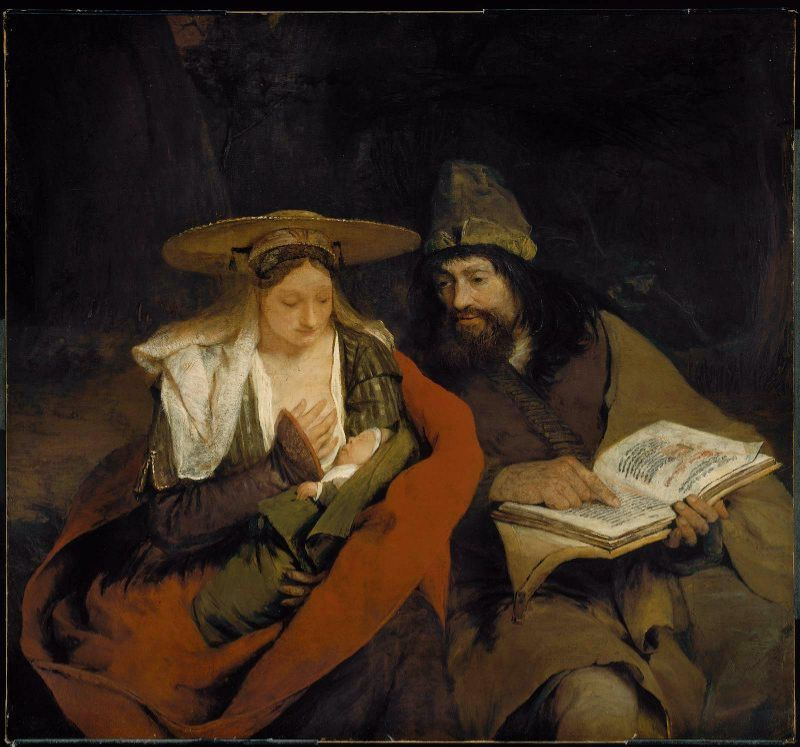
Втеча з Єгипту (1690)
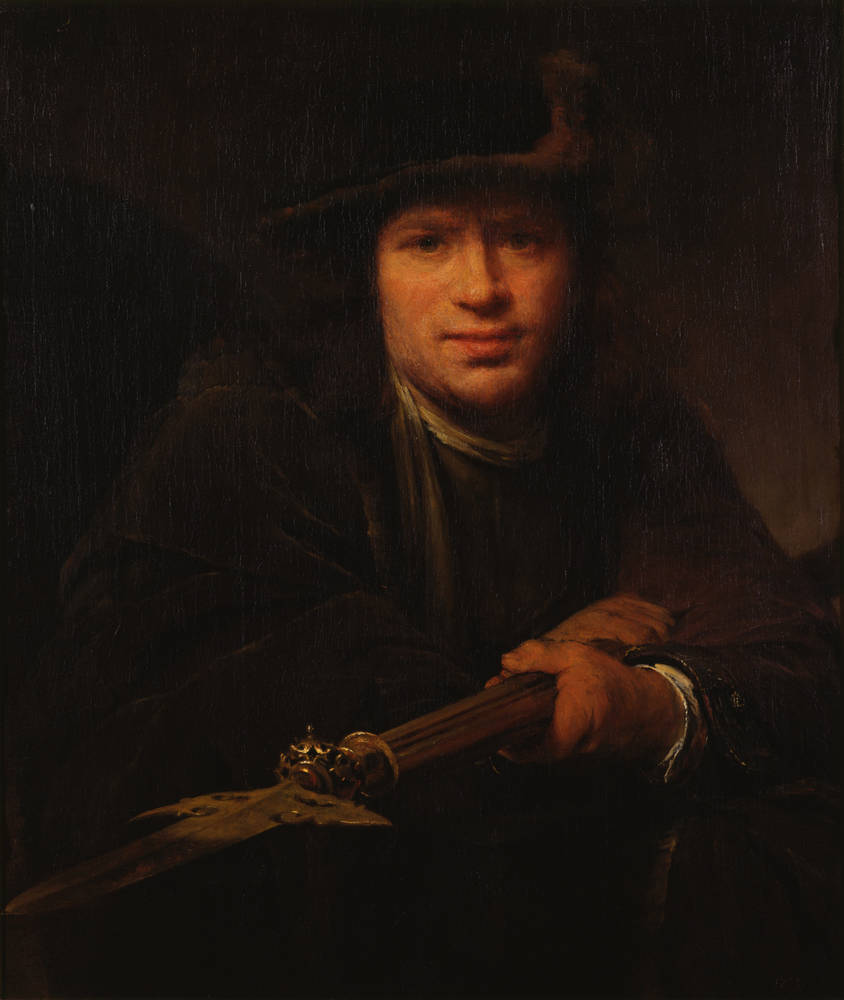
Портрет людини з алебардою
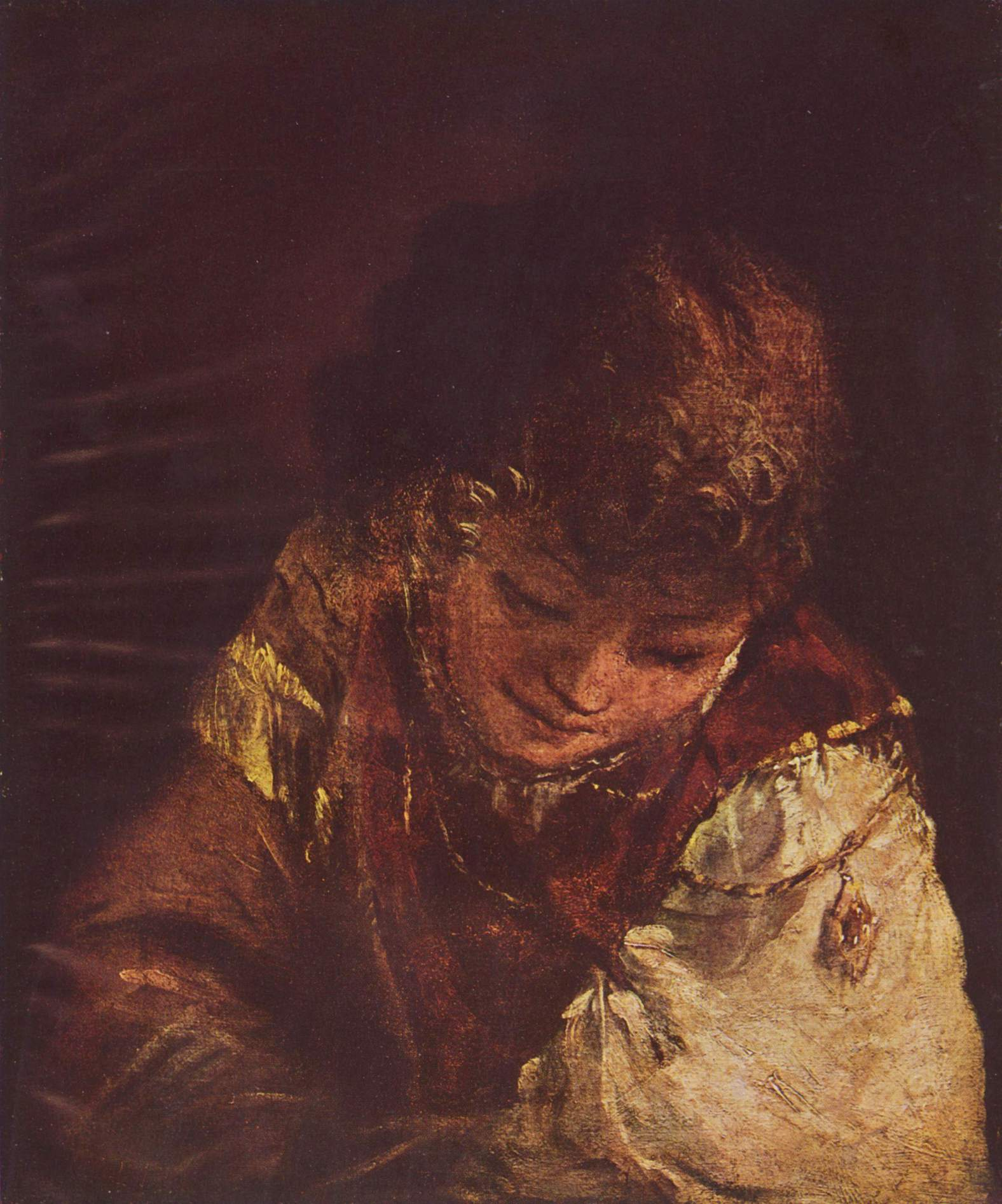
Портрет юнака
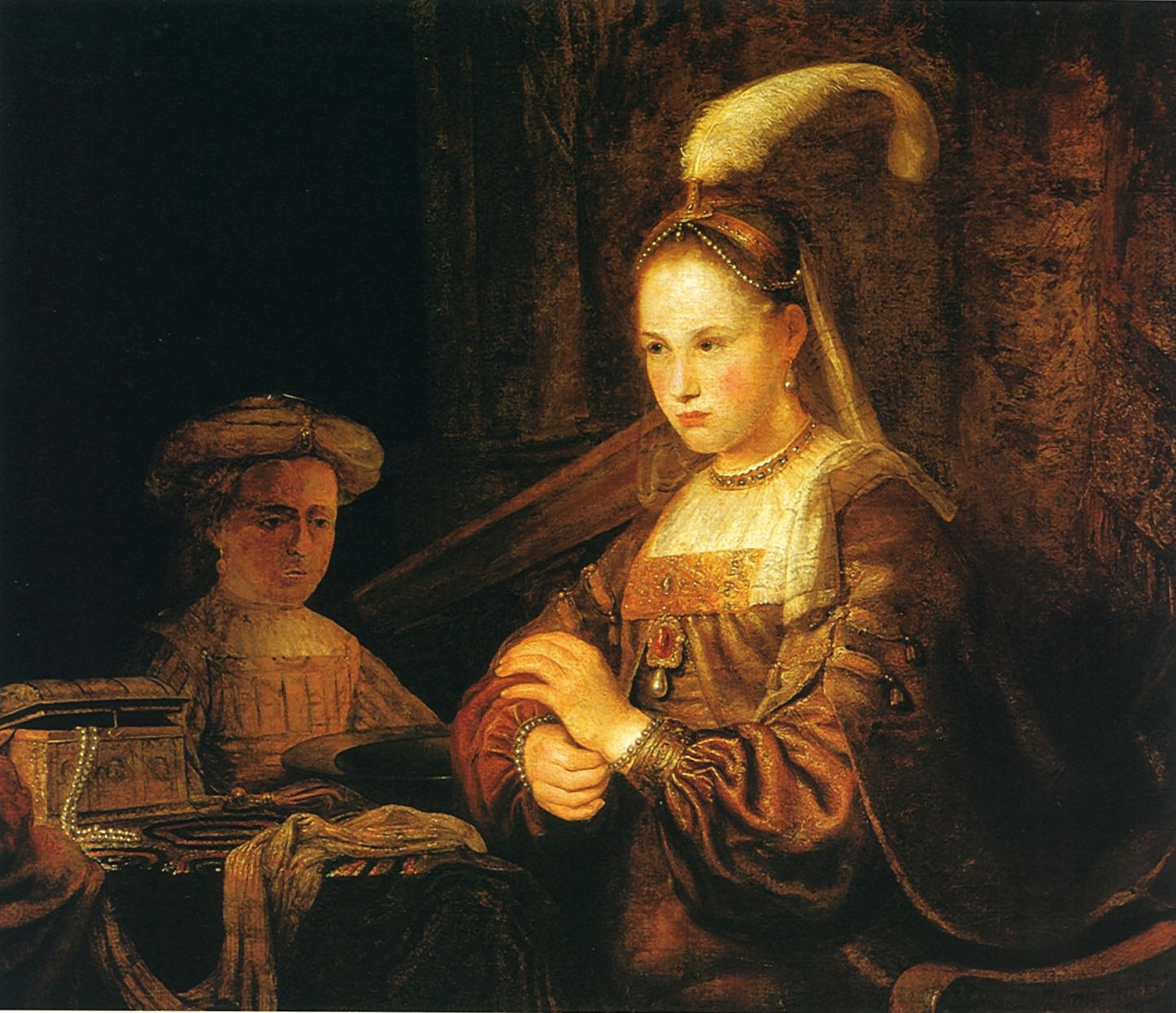
Портрет пані
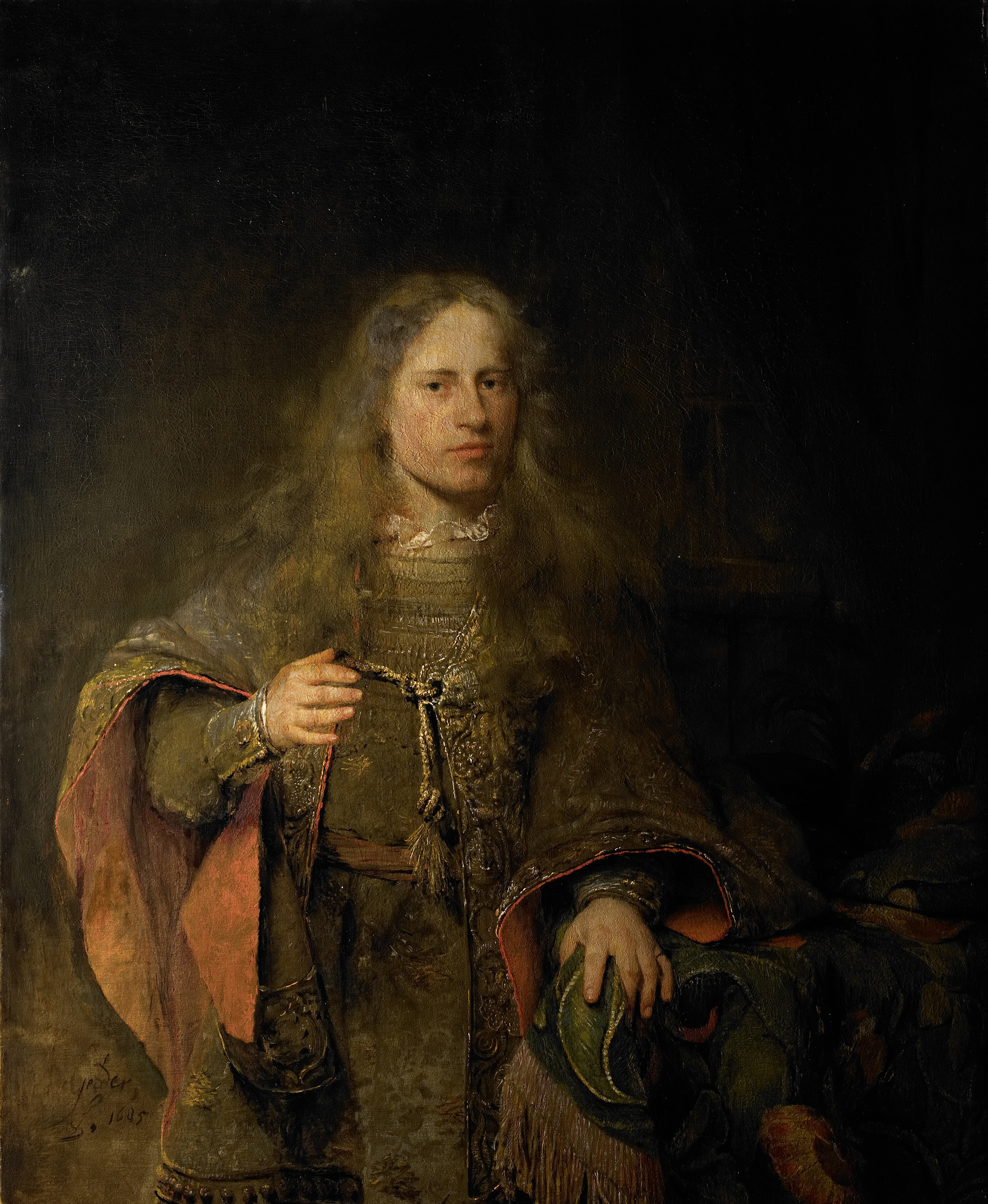
Портрет Ернста ван Беверена (1660-1722)
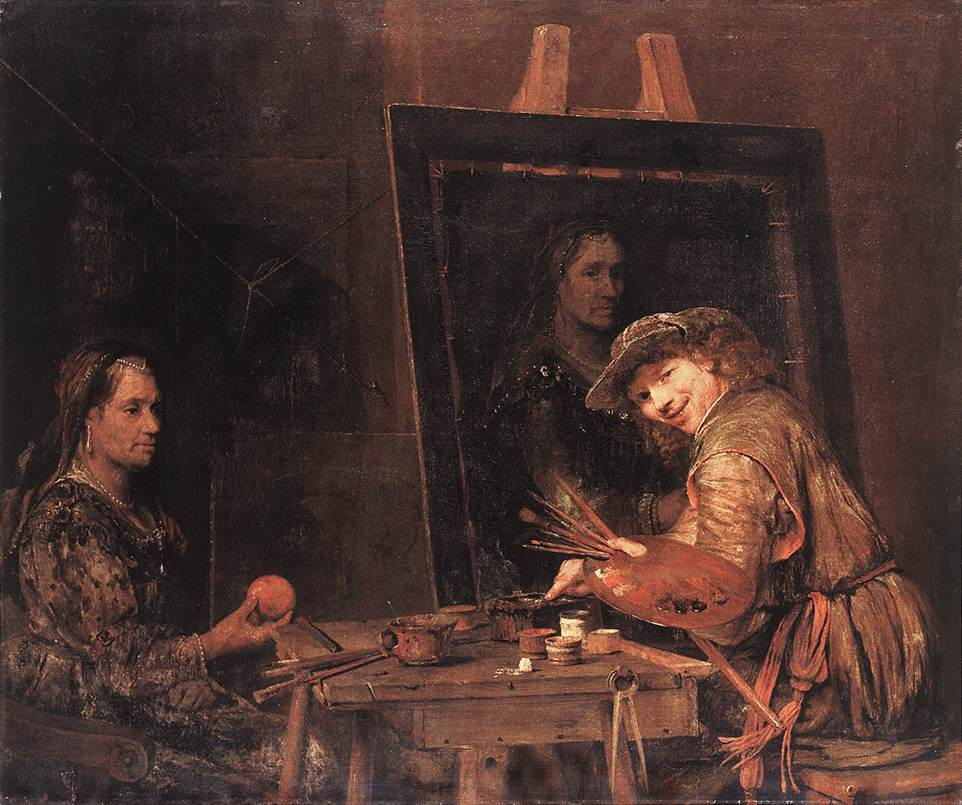
«Художник у майстерні» (1685)